# Nelli Bar
Nelly Bar

Standing Nude

Bronze

vor 1966

Hirshhorn Museum and Sculpture Garden

Link zum Bild

(Bitte Urheberrechte beachten)
Nelli Bar auch Nelli Bar Wieghardt (* 7. Mai 1904 in Köln; † 29. Oktober 2001 in Foulkeways, Pennsylvania) war eine deutsche Bildhauerin.

## Leben und Werk
Bar begann nach Abschluss des Lyzeums im Jahr 1920 eine Ausbildung zur Kindergärtnerin. 1922 entschloss sie sich zu einer Bildhauerlehre. Ab 1923 besuchte sie eine Abendklasse an der Akademie der bildenden Künste in Wien. Von 1924 bis 1925 folgte ein Studium an der Kunstgewerbeschule in Köln bei Wolfgang Wallner und Grasegger und ab 1926 ein Studium der Bildhauerei an der Hochschule für Bildende Künste in Dresden bei Karl Albiker. 1931 beendigte sie das Studium in Dresden mit Auszeichnung und ging mit Paul Wieghardt, ihrem späteren Ehemann, nach Paris, wo sie ein Studium bei Aristide Maillol begann.
Reisen und Studienaufenthalte zusammen mit Paul Wieghardt nach Portugal und Norwegen folgten. Bei Kriegsausbruch befanden sich beide in Oslo. Da Nelli Bar Jüdin war, flohen sie beim Einmarsch der deutschen Truppen nach Schweden. Über die Sowjetunion, Japan und Panama emigrierte sie mit ihrem Mann 1940 in die USA.
Durch das Quäker-Flüchtlingsprogramm kamen sie in einem Hotel in Cummington im Hampshire County, Massachusetts unter. Nelli Bar fand anschließend eine Anstellung in einer Schule in Cummington Hills und im Berkshire Museum in Pittsfield. Im Jahr 1943 zog das Paar nach Philadelphia, wo Nelli Bar eine kleine private Kunstschule gründete. Sie hatte ihre erste Ausstellung in der Galerie Carlen und sie lernte Albert C. Barnes kennen. Wie auch ihr Mann erhielt Nelli Bar von 1946 bis 1958 einen Lehrauftrag an der Kunstschule des Art Institutes of Chicago. Von 1957 bis 1967 unterrichtete sie an der University of Chicago, 1950 bis 1975 am Illinois Institute of Technology und von 1962 bis 1982 am Evanston Art Center. Zu ihren Schülern zählte der international bekannt gewordene afroamerikanische Bildhauer Richard Hunt.

## Werk
- Standing Nude (vor 1966) Bronze, Hirshhorn Museum and Sculpture Garden, Smithsonian Institution, Washington, D.C.

## Ausstellungen (Auswahl)
Ausstellungen in Paris
- Salon d’Automne
- Salon des Indépendants
- Salon des Tuileries

Ausstellungen in den USA
- Berkshire Museum, Pittsfield, Mass.
- Harvard University, Cambridge, Mass.
- Bonestell Gallery, New York, N.Y.
- Museum of Fine Arts, Springfield, Mass.
- Illinois Institute of Technology, Chicago, Illinois
- Evanston Art Center, Evanston, Illinois

Ausstellungsbeteiligungen
- Art Institute of Chicago, Chicago
- Knoedler Galleries, New York
- Carlen Gallery, Philadelphia
- British American Art Center, New York
- Renaissance Society, Chicago, Illinois
- Illinois State Museum, Springfield, Illinois